# Aljaksandr Danilaŭ
Aljaksandr Anatolevič Danilaŭ (in bielorusso Аляксандр Анатолевіч Данілаў?; Homel', 10 settembre 1980) è un ex calciatore bielorusso, di ruolo centrocampista.

## Carriera
Ha giocato nella prima divisione dei campionati ucraino, bielorusso e lettone.

## Palmarès

### Club

#### Competizioni nazionali
- Campionato bielorusso: 1

Homel': 2003